# Rizal Park
 (avril 2020).
Si vous disposez d'ouvrages ou d'articles de référence ou si vous connaissez des sites web de qualité traitant du thème abordé ici, merci de compléter l'article en donnant les références utiles à sa vérifiabilité et en les liant à la section « Notes et références ».
Pour les articles homonymes, voir Rizal (homonymie).
Rizal Park est un parc situé au cœur de Manille, capitale des Philippines, à l'extrémité nord du boulevard Roxas, près du quartier d'Intramuros. Il donne sur la baie de Manille.
L'histoire du parc débute au début des années 1800, à l'époque de la colonisation espagnole. Alors que les activités sociales et commerciales de Manille étaient confinées intramuros, une petite zone juste au sud de l'enceinte fut dégagée pour prévenir les attaques surprises des nationalistes philippins. Le parc fut appelé Bagumbayan (« ville nouvelle ») mais comme il avait la forme d'une petite lune, il fut aussi nommé Luneta.

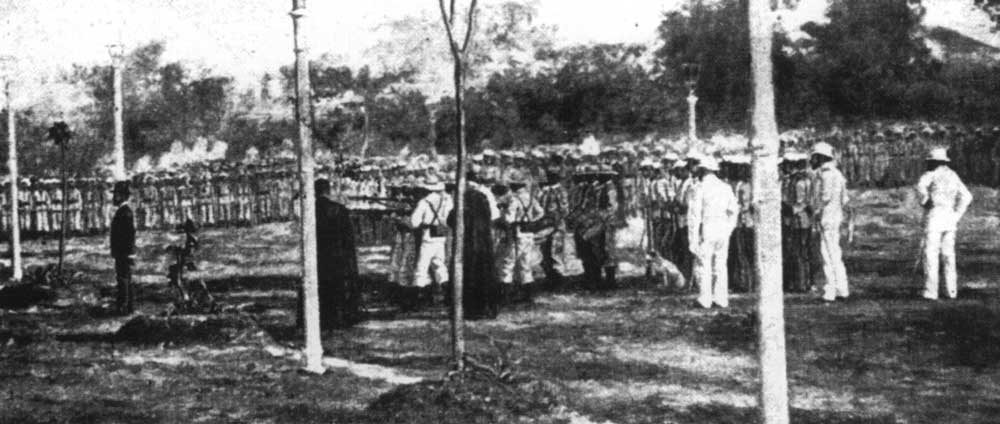
Exécution de José Rizal (1896)

Luneta fut le site d'évènements historiques des Philippines dont l'exécution le 30 décembre 1896 de l'écrivain José Rizal, dont la mort allait faire un héros de la révolution philippine (le parc sera renommé en son honneur), la déclaration d'indépendance des Philippines le 4 juin 1946 et les manifestations en 1986 des partisans de Corazon Aquino contre le régime de Ferdinand Marcos. 
Le 15 janvier 1985, une messe célébrée par le pape Jean-Paul II pour la Journée mondiale de la jeunesse réunit de 4 à 5 millions de personnes.
Un monument avec une statue de José Rizal (œuvre du sculpteur suisse Richard Kissling, auteur du Guillaume Tell d'Altdorf) se trouve dans le parc, gardé jour et nuit par des militaires philippins. Ce monument marque le kilomètre zéro des Philippines.  
On trouve également dans le parc, un petit lac artificiel, avec en son centre une reconstitution miniature de l'archipel des Philippines, des jardins chinois et japonais, les bureaux du ministère du tourisme, le musée national du Peuple philippin, la bibliothèque nationale des Philippines, un pavillon abritant des orchidées et des papillons, un planétarium, un monument au premier héros des Philippines, Lapu-Lapu, une zone de fontaines et une place de jeu d'échecs. 
Le parc est désormais un lieu de détente familiale pour de nombreux habitants de Manille et pour les touristes. Toutes sortes de concerts de plein air y ont régulièrement lieu.

## Source
- (en) Cet article est partiellement ou en totalité issu de l’article de Wikipédia en anglais intitulé « Rizal Park » (voir la liste des auteurs).